# Zagrad (Škocjan)
Zagrad is een plaats in Slovenië en maakt deel uit van de gemeente Škocjan in de NUTS-3-regio Jugovzhodna Slovenija. De plaats telde 87 inwoners op 1 januari 2020.